# Dialetism
Dialetism (klassisk grekiska: δι-, di-, "två gånger", och ἀλήθεια, alḗtheia, "sanning") avser uppfattningen att det finns sanna motsägelser så kallade dialetheias. Mer specifikt: dialetister tror att det finns påståenden P där både P och dess negation icke-P är sanna. Sådana uttalanden kallas "sanna motsägelser ", dialeteia eller nondualism.
Dialeteism är inte ett system av formell logik, utan en tes om sanning som påverkar konstruktionen av en formell logik, ofta baserad på redan existerande system. Att införa dialeteism har olika konsekvenser, beroende på i vilken teori den introduceras. Ett vanligt misstag som är ett resultat av detta är att förkasta dialeteism på grundval av att i traditionella logiska system (till exempel klassisk logik och intuitionistisk logik) blir varje påstående ett teorem om en motsägelse är sann, vilket bagatelliserar sådana system när dialeteism ingår som ett axiom. Andra logiska system "exploderar" dock inte på detta sätt, när motsägelser introduceras. Sådana motsägelsetoleranta system är kända som parakonsekventa logiker. Dialeteister, som inte vill tillåta att varje påstående är sant, är fria att favorisera dessa framför traditionella, explosiva logiker.
Graham Priest definierar dialeteism som uppfattningen att det finns sanna motsägelser. Jc Beall är en annan förespråkare, vars ståndpunkt skiljer sig från Priests genom att förespråka konstruktiv (metodologisk) deflationism angående sanningspredikatet.

## Motiveringar

### Dialetism löser vissa paradoxer
Lögnarens paradox och Russells paradox handlar om självmotsägande uttalanden i klassisk logik respektive naiv mängdteori. Motsättningar är problematiska i dessa teorier eftersom de får teorierna att explodera - om en motsägelse är sann, så är varje påstående sant. Det klassiska sättet att lösa detta problem är att förbjuda motsägelsefulla påståenden, att revidera logikens axiom så att självmotsägande påståenden inte dyker upp. Dialeteister, å andra sidan, svarar på detta problem genom att acceptera motsägelserna som sanna. Dialeteism tillåter det obegränsade axiomet för förståelse i mängdteorin och hävdar att varje resulterande motsägelse är en sats.

### Mänskligt resonemang
Tvetydiga situationer kan få människor att bekräfta både en proposition och dess negation. Till exempel, om "John står i dörröppningen till ett rum", kan det tyckas rimligt att både bekräfta att "John är i rummet" och bekräfta att "John inte är i rummet".
Kritiker hävdar att detta bara återspeglar en tvetydighet i vårt språk snarare än en diatetisk egenskap i våra tankar. Om vi ersätter det givna påståendet med ett som är mindre tvetydigt (som "John är halvvägs i rummet" eller "John är i dörröppningen"), försvinner motsättningen. Uttalandena föreföll motsägelsefulla endast på grund av ett syntaktisk spel, där den faktiska innebörden av "att vara i rummet" inte är densamma i båda fallen. Därför är varje mening inte den exakta logiska negationen av den andra och därför är de inte nödvändigtvis motsägelsefulla.

### Skenbar dialetism i andra filosofiska doktriner
Jains filosofiska doktrin om anekantavada – icke-ensidighet – säger att alla påståenden är sanna i någon mening och falska i en annan. Vissa tolkar detta som att dialeteia inte bara existerar utan är allestädes närvarande. Tekniskt sett är dock en logisk motsägelse ett påstående som är sant och falskt i samma mening. Ett påstående som är sant i en mening och falskt i en annan utgör inte en logisk motsägelse. (Till exempel, även om en man i en mening inte både kan vara en "far" och "celibat" – om man bortser från sådana fall som att antingen en biologisk eller transman i celibat adopterar ett barn eller en man som blir far till ett barn och först senare adopterar celibat – råder ingen motsägelse för en man att vara en andlig fader och även celibat. Betydelsen av ordet far är annorlunda här. I ett annat exempel, även om George W. Bush samtidigt inte kan både vara president och inte vara president, var han president från 2001-2009, men var inte president före 2001 eller efter 2009, så under olika tider var han både president och inte president.)
Det buddhistiska logiska systemet, kallat "Catuṣkoṭi", antyder på liknande sätt att ett uttalande och dess negation möjligen kan existera samtidigt.
Graham Priest hävdar i Beyond the Limits of Thought att dialeteia uppstår vid uttryckbarhetens gränser, i ett antal andra filosofiska sammanhang än formell semantik. 

## Formella konsekvenser
I klassisk logik, tar en motsägelse {\displaystyle p\wedge \neg p} (se Lista över logiska symboler) som en premiss (det vill säga att ta sanningen om båda som en premiss {\displaystyle p} och {\displaystyle \neg p}), tillåter oss att bevisa alla påståenden {\displaystyle q}. Faktiskt sedan {\displaystyle p} är sant, är påståendet {\displaystyle p\vee q} sant (genom generalisering). Tar {\displaystyle p\vee q} tillsammans med {\displaystyle \neg p} är en disjunktiv syllogism från vilken vi kan dra slutsatser {\displaystyle q}. (Detta kallas ofta explosionsprincipen, eftersom sanningen om en motsägelse föreställs få antalet satser i ett system att "explodera".)

## Fördelar
Förespråkarna av dialeteismen framhåller främst dess förmåga att undvika problem som andra mer ortodoxa resolutioner ställs inför som en konsekvens av deras vädjanden till hierarkier. Enligt Graham Priest är "hela poängen med den dialeteiska lösningen på de semantiska paradoxerna att bli av med distinktionen mellan objektspråk och metaspråk". En annan möjlighet är att använda dialeteism tillsammans med en parakonsistent logik för att återuppliva logicismens program som förespråkas av Frege och Russell. Detta tillåter till och med att man kan bevisa sanningen i annars obevisbara satser som välordnade teorem och falskheten hos andra som kontinuumhypotesen.
Det finns också dialeteiska lösningar på soritesparadoxen.

## Kritik
En kritik mot dialeteism är att den misslyckas med att fånga en avgörande egenskap om negation, känd som oinskränkt falskhet.
Föreställ dig Johns uttalande av P. Sallys typiska sätt att inte hålla med John är ett konsekvent uttalande av icke-P. Ändå, om vi accepterar dialeteism, hindrar Sallys uttalande inte henne från att också acceptera P. Trots allt kan P vara en dialeteia och därför är den och dess negation båda sanna. Oenighetens absoluthet går förlorad.
Ett svar är att oenighet kan visas genom att uttala "P och dessutom är P inte en dialeteia". Den mest uppenbara kodifieringen av "P är inte en dialeteia" är (P & P). Men detta i sig kan också vara en dialeteia. Ett dialeteistiskt svar är att göra skillnad mellan påstående och förkastande. Denna distinktion kan uttryckas i termer av den traditionella distinktionen mellan logiska kvaliteter eller som en distinktion mellan två illokutionära talhandlingar, påstående och avslag. En annan kritik är att dialeteismen inte kan beskriva logiska konsekvenser, när vi väl tror på relevansen av logiska konsekvenser, på grund av dess oförmåga att beskriva hierarkier.
Absolutitet av oenighet är en kraftfull kritik som inte räddas av förmågan att hävda "detta uttalande är inte en dialeteia", eftersom självrefererande uttalanden om dialeteia också förhindrar absolutitet i påståendet, även om dess egen existens. P = "Dialetheia existerar." Jag hävdar då att "P är en dialeteia."